# Torre vieja de San Salvador de Oviedo
La torre vieja de San Salvador de Oviedo es un edificio medieval situado junto a la Cámara Santa de la catedral de Oviedo, en el Principado de Asturias (España).
Su construcción, si bien no está documentada, se cree que es de finales del siglo IX debido a la similitud arquitectónica con la construcción de la Cámara Santa.
Su primera función se cree que era de protección de las incursiones normandas o musulmanas de posibles robos de las reliquias que se guardaban en la cámara anexa a ella.

## Arquitectura

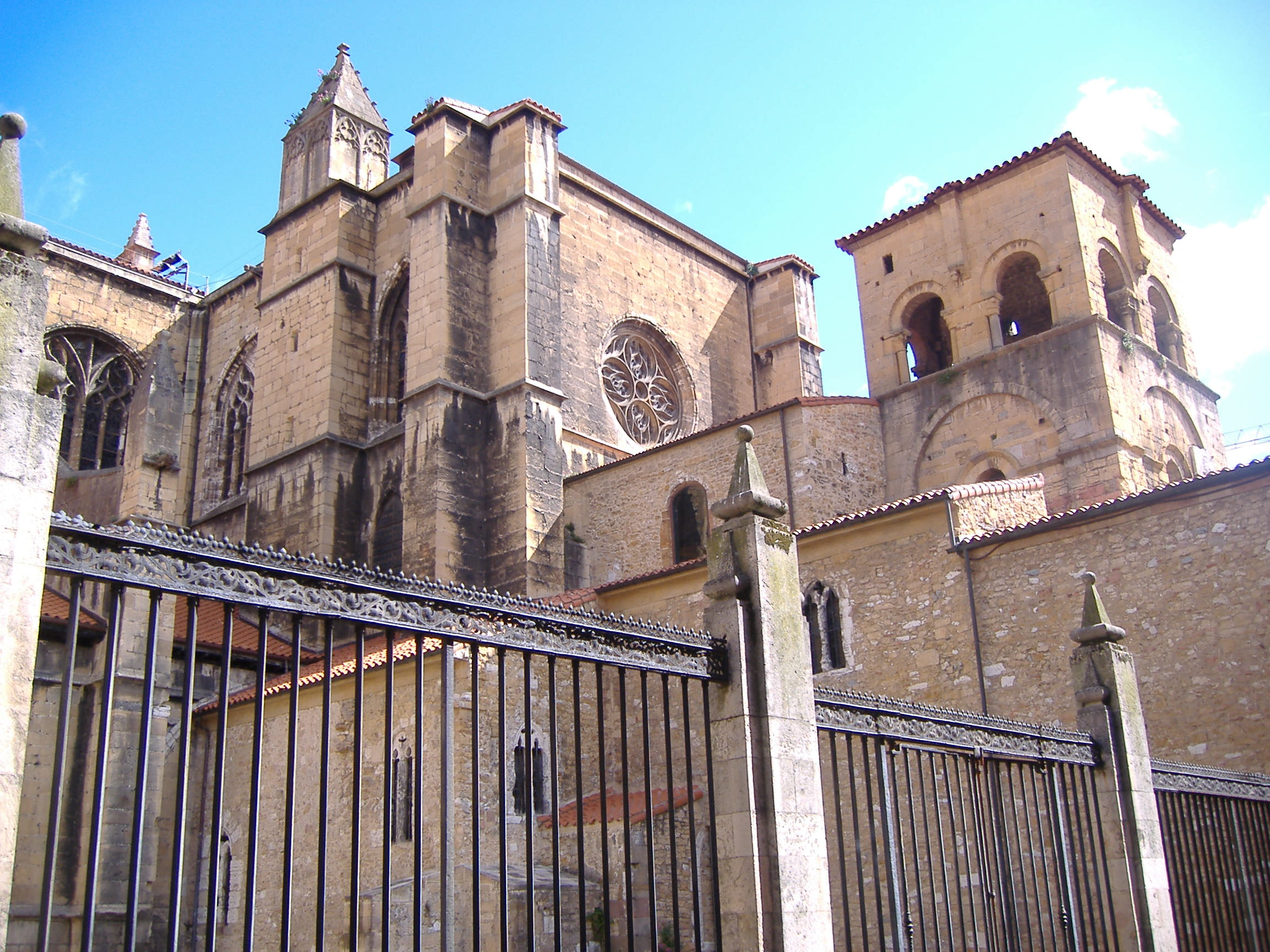
Vista de la torre desde un lateral de la catedral ovetense

La torre se diferencia en dos partes, la inferior más antigua y la superior (ver foto). Ambas partes pertenecen a épocas independientes y estilos diferentes. La más antigua, la inferior, presenta una estructura rectangular irregular, sin apenas ventanas hasta pasada la mitad de la torre.
La segunda parte, posterior en fecha es un campanario con dos ventanas por lado, en total ocho, rematados por arcos de medio punto sobre columnas con capiteles.

## Inscripción
El rey Alfonso III promotor de la torre dejó una inscripción que algunos historiadores admiten como fundacional  y que está situada en el transepto del muro norte y que se puede traducir como:

En el nombre del señor Dios y salvador nuestro Jesucristo, y a la gloria de todos, de la gloriosa Santa María Virgen, a los doce apóstoles y restantes santos mártires... el príncipe Alfonso hijo del rey Ordoño de santa memoria mandó edificar esta fortificación con la esposa Scemena, habiéndoles nacido dos hijos, para que la defensa de la fortificación del aula del tesoro de esta santa iglesia permanezca sin daño; precaviendo que nada perezca, pues los gentiles suelen apresurarse con su ejército pirata naval, Dios no lo quiera. Esta obra ofrecida por nosotros, sea concedida en perenne posesión a la misma iglesia.